# Clubiona alpicola
Espèce
Synonymes
- Clubiona alpicola affinis Schenkel, 1925

Clubiona alpicola est une espèce d'araignées aranéomorphes de la famille des Clubionidae.

## Distribution
Cette espèce se rencontre en Pologne, en Ukraine, en Bulgarie, en Roumanie, en Hongrie, en Slovaquie, en Tchéquie, en Allemagne, en Autriche, en Suisse, en Italie et en France,.
En France en 2024, les six stations où elle a été inventoriée sont toutes dans les Alpes. L'espèce est mentionnée pour la première fois en France en 1980.

## Habitat
L'espèce vit dans des habitats naturels avec une couverture rocheuse importante.

## Description
Le mâle décrit mesure 5 mm et la femelle 6 mm.

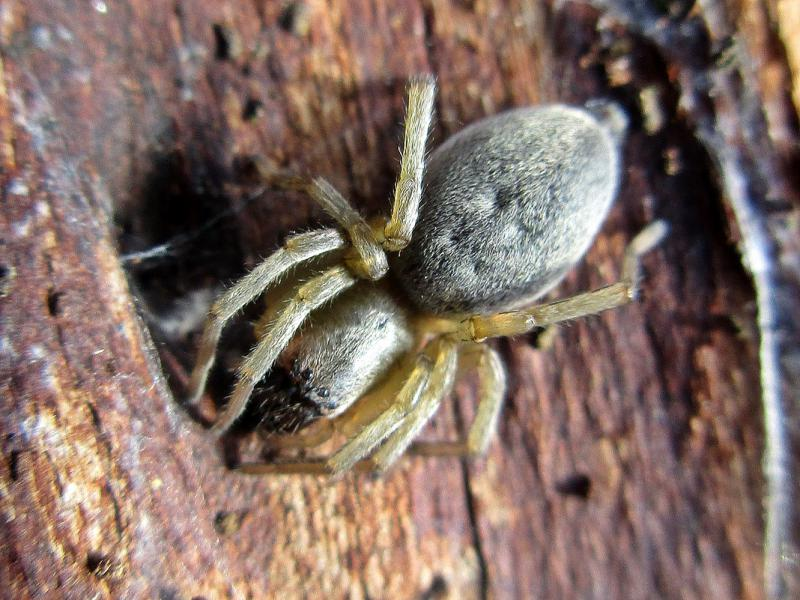
Individu Clubiona à la morphologie proche de Clubiona alpicola (l'identification à l'espèce nécessitant une loupe binoculaire).

Comme toutes les espèces du genre Clubiona, cette araignée a une paire de pattes IV plus longues que les autres pattes et une strie longiligne sur le céphalothorax. Les individus mesurent environ 5,5 mm et présentent des pattes jaunes et un abdomen grisâtre soyeux. Au sein du genre, l'identification à l'espèce ne peut être faite avec certitude qu'avec une loupe binoculaire (critère sur les genitalia).

## Systématique et taxinomie
Cette espèce a été décrite par Kulczyński en 1882. Elle est placée en synonymie avec Clubiona alpica par Prószyński et Staręga en 1971. Elle est relevée de synonymie par Thaler en 1981.
Clubiona alpicola affinis a été placée en synonymie par Thaler en 1981.

## Publication originale
- Kulczyński, 1882 : « Opisy nowych gatunków pająków, z Tatr, Babiéj góry i Karpat szlązkich. Araneae novae in montibus Tatricis, Babia Góra, Carpatis Silesiae collectae. » Pamiętnik Akademii Umiejętności w Krakowie, Wydział Matematyczno-Przyrodniczy, vol. 8, p. 1-42.